# Batalla de Solsona (1655)
La batalla de Solsona va ser una sèrie de batalles que es va lliurar entre el 30 de juny i el 7 de desembre de 1655 a Solsona entre els exèrcits hispànic i francès durant la guerra dels Segadors.

## Antecedents
Els anys 1653 i 1654 els francesos van tenir com a objectiu Girona, però des de llavors el màxim interès francès semblava ser consolidar la seva presència a la zona nord del Principat, amb l'ocupació del Conflent i tota la Cerdanya en 1655, i accentuar la presència en el Solsonès, Ripollès i la Garrotxa fins a Osona. En l'ofensiva de 1655 els catalans francesos prengueren Cadaqués, Castelló d'Empúries i Solsona, i arribaren al Vallès.

## Els combats de Solsona el 1655
El 30 de juny de 1655 Solsona fou assetjada per 2.000 soldats francesos i la ciutat era defensada pel cònsol en cap Josep Tomasa i una companyia de la ciutat de Manresa. Malgrat la resistència el 4 de juliol es va rendir als francesos.
El mes d'agost de 1655 els castellans establiren el setge comandats per Baltasar Pantoja amb el seu exèrcit de 1.000 homes i 2.500 cavalls, però reforços francesos, sota el comandament del François de Moustiers, comte de Mérinville, governador francès de Roses amb un exèrcit de 4.000 homes i 3.000 genets (entre aquests hi havia el regiment de Louis-Charles de Nogaret de Foix duc de Candale, Champagne, probablement Normandia embrigadat amb Champagne durant tota la campanya, Auvergne, Seneterre, Saint-Aunetz, Vaillac, Aubeterre, Biron, Harcourt i les companyies de cavalleria de gardes du Duc de Candale i gendarmes de Conti, almenys una companyia de cavalls lleugers d'Anjou, així com el regiments Conti, Marsilly i Piloy de cavalleria), obligaren als espanyols a aixecar el setge el 13 d'agost després d'un combat.
A finals de novembre de 1655, Joan Josep d'Àustria sortí en campanya amb 4.000 homes i 2.000 cavalls per conquerir Solsona. El dia 26 de novembre establia el setge. Els francesos enviaren el Comte de Mérinville en socors de la vila amb els regiments de Serre-Aubeterre, Marins i Roquebrune però a causa de la seva inferioritat no van intentar forçar el setge. Els defensors feren alguna sortida però el 7 de desembre la guarnició formada per uns 400 francesos capitulava. La ciutat fou ocupada l'endemà, però la ciutat era entregada sense mercè pels francesos i les tropes hispàniques van considerar que segons el dret de guerra podien saquejar la vila.

## Conseqüències
L'exèrcit hispànic autoritzat a un dia de saqueig va cremar la vila excepte les esglésies i convents i tot seguit s'inicià una forta repressió contra els solsonins. Els defensors catalans, uns 600 segons la Relació, foren enviats a Barcelona i condemnats a galeres.